# Timothy M. Rose
Timothy M. Rose (n. 17 de julio de 1956) es un actor y titiritero estadounidense.

## Vida y carrera

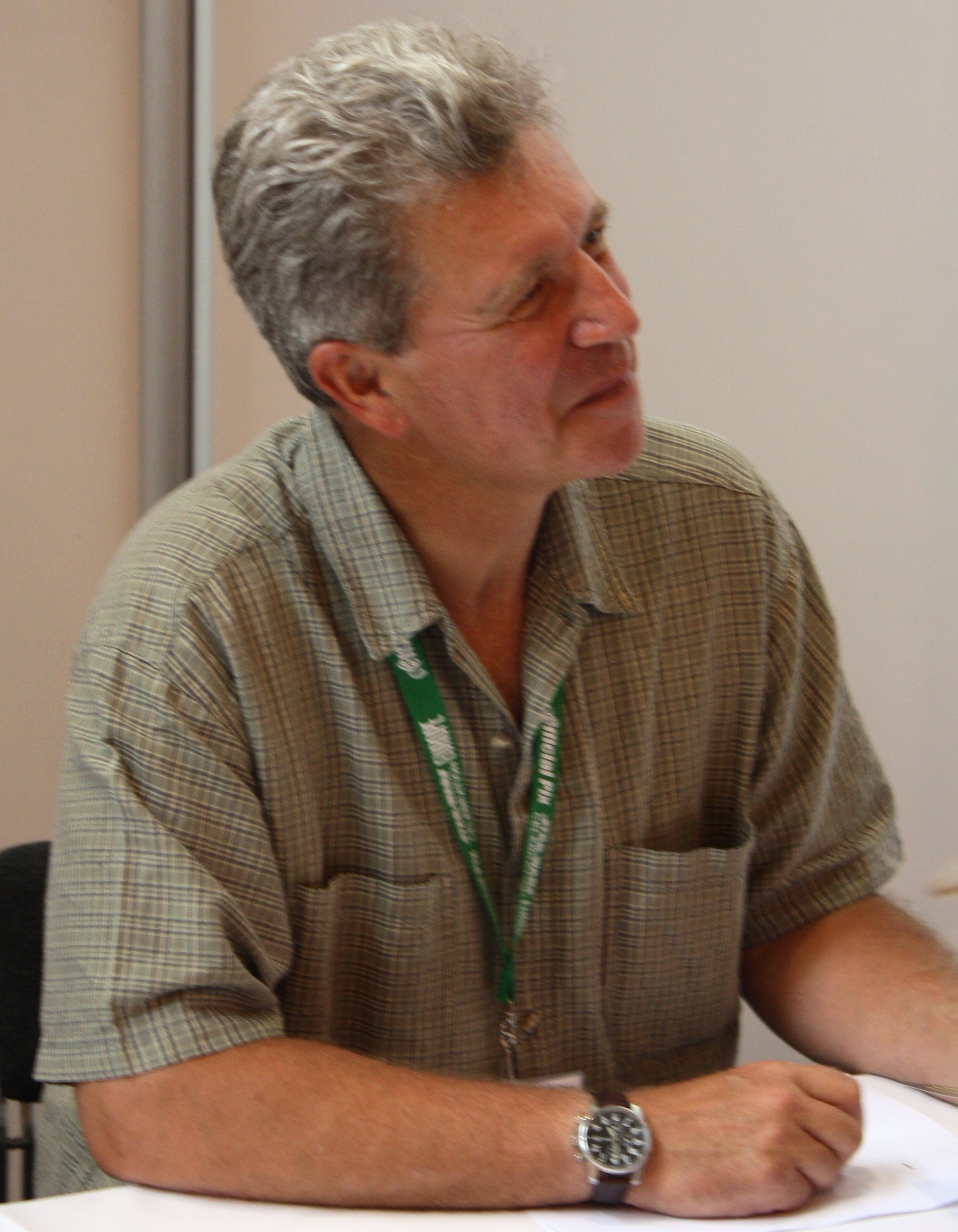
Timothy M. Rosa en la Star Wars Celebration Europe II en Essen, Alemania.

El papel más conocido de Rose es el del almirante Ackbar en la tercera película de Star Wars, El Retorno del Jedi, papel que volvió a representar en Star Wars: El Despertar de la Fuerza. Además, también controló los títeres de los personajes Sy Snootles y Salacious Crumb en El Retorno del Jedi y ha estado involucrado en otros filmes de Lucasfilm y Jim Henson Studios, incluyendo Cristal oscuro y Howard el Pato.
También colaboró en la interpretación del personaje de Tik-Tok en Oz, un mundo fantástico, de Disney.
Tim también creó los títeres de Cosmo y Dibs para la serie infantil de la BBC You and Me. Debutaron en el programa en 1983.

## Filmografía

### Cine
| Año  | Título                                | Papel                                             | Notas             |
| ---- | ------------------------------------- | ------------------------------------------------- | ----------------- |
| 1982 | El Cristal Oscuro                     | Tesorero                                          | Intérprete        |
| 1982 | Return of the Ewok                    | Salacious Miga                                    | Cortometraje, Voz |
| 1983 | El Retorno del Jedi                   | Almirante Gial Ackbar Salacious Crumb Sy Snootles |                   |
| 1985 | Regreso a Oz/ Oz, un mundo fantástico | Tik-Tok                                           |                   |
| 1986 | Howard el Pato                        | Howard T. Pato                                    |                   |
| 1992 | The Muppet Christmas Carol            | Adicional Muppet intérprete                       | Voz               |
| 2008 | 8th Wonderland                        | Richards                                          |                   |
| 2015 | Star Wars: El Despertar de la Fuerza  | Almirante Gial Ackbar                             |                   |
| 2017 | Star Wars: Episodio VIII              | Almirante Gial Ackbar                             | Filmación         |

### Televisión
| Año     | Título            | Papel        | Notas        |
| ------- | ----------------- | ------------ | ------------ |
| 1977-78 | Just Williams     | Douglas      | 17 episodios |
| 2012-13 | Wizards vs Aliens | Nekross King | 26 episodios |